# オズワルド・アベリー
オズワルド・セオドア・アベリー・ジュニア（エイブリーとも。 Oswald Theodore Avery Jr.  、1877年10月21日 - 1955年2月20日）は、カナダ生まれのアメリカ人医師・医学研究者。彼の業績の多くはニューヨーク市のロックフェラー病院でなされた。アベリーは最初の分子生物学者の一人であり、免疫化学の創始者でもあった。彼の業績でもっともよく知られたものは、共同研究者のColin MacLeoudおよびマクリン・マッカーティ（Maclyn McCarty）とともに行った1944年の発見である（アベリー-マクロード-マッカーティの実験）。それは、DNAが遺伝子の実体であるという発見であった。

## 生い立ち
カナダのノヴァスコシア州ハリファックスで、エリザベス・クラウディとジョセフ・フランシス・アヴリーの間に生まれた、3人兄弟の2人目の息子として生まれた。イギリスのバプテスト派の聖職者であった父ジョセフと、その妻は1873年にカナダに移住した。ハリファックスで高く評価された後、1887年に家族とともにニューヨークに移動した。ロウアー・イーストサイドのthe Mariner's Temple Baptist教会の牧師に任命され、家族も教会の一員として働いた。妻エリザベスは慈善事業とニュースレターの発行に取り組み、長男アーネストは新しい信者を勧誘するために教会のステップでクラリネットをしばしば演奏した。アーネストは1892年に結核で死亡し、その数ヵ月後に父ジョセフも死亡した。彼らの死後、15歳のオズワルド・アベリーは彼の弟ロイや従兄弟のミニー・ウェンデルの父親代わりとなった。
オズワルド・アベリーはthe New York Male Grammar Schoolに通った後、コルゲート・アカデミーおよびコルゲート大学に進学し、文学・演説・討論で優秀な成績を収めた。コルゲートでは、後に有名な牧師の一人となるハリー・エマーソン・フォスディック (Harry Emerson Fosdick) と同級生であった。アベリーはコルゲートでの生活を始めたとき、牧師になることを考えていたようである。アベリーは1900年にヒューマニティーに関する文学士を取得した。科学的背景を持たないにもかかわらず、明らかでないいくつかの理由によりアベリーは医学を選び、ニューヨークのコロンビア大学医科大学院（College of Physicians and Surgeons）に入学し、1904年に医学の課程を終えた。

## キャリア
知的刺激への大きな希望と何人かの患者を救えなかったことへのフラストレーションにより、アベリーは1907年、アメリカ初の寄附講座として設立された微生物学研究所であるブルックリンのthe Hoagland Laboratoryの研究室に移った。研究所がロングアイランド病院と提携関係にあったため、アベリーは看護学生の教育も担当した。そこでは、彼のもっともよく知られた、そしてもっとも長く続いたニックネームである『教授（The Professor）』と呼ばれるようになり、それはしばしば愛情をこめて『Fess』と短縮された。Hoaglando Laboratoryの所長であったベンジャミン・ホワイトは実験技術や生化学について、アベリーを指導した。アベリーは最初にヨーグルトに関する微生物学を研究したが、ホワイトが伝染性の肺疾患で苦しんだ後、結核に興味を移した。この時期は、彼の伝記作家のRené J. Dubosいわく、彼のキャリア（化学的組成の知識を通じて病原性細菌の生物学的活動を理解するための組織的な努力）のパターンを確立した時期であった。
1918年9月から1919年1月まで、彼は合衆国陸軍の軍医大尉として従軍した。1923年にthe Rockefeller Instituteの教員となり、1948年に引退するまでそこで働いた。1945年に王立協会外国人会員となった。1948年に、兄弟や家族に近いテネシー州ナッシュビルに引っ越し、そこで1955年に亡くなった。

## 革新的な発見
長い年月に渡って、遺伝情報は細胞のタンパク質にあると考えられていた。1928年のフレデリック・グリフィスによる研究（グリフィスの実験）を受けて、アベリーはMacLeoudとマッカーティとともに、遺伝の謎に取り組んだ。1943年には、ロックフェラー研究所から名誉退職の状態にあったが、その後5年間研究を続け、革新的な発見をするだけでなく殿堂入りに値することを証明した（当時彼は60代後半であった）。
彼らの鍵となる実験は、概念的には単純なものであった。細菌は液体培地を介して遺伝物質をやりとりすることが可能であり、それが形質転換（新しい遺伝形質の獲得）の理由であると考えた。もし細菌が有機分子を含む液体培地で形質転換すれば、その分子は遺伝情報を持っていると考えられる。実験には肺炎レンサ球菌（Pneumococcus）が用いられた。肺炎レンサ球菌のR型は非病原性だが、S型は実験室のマウスに肺炎を引き起こす。
細菌からさまざまな有機分子を分離する技術が用いられた。ある有機物質を取り除いた残りの物質を細菌に与えても形質転換することが可能であれば、取り除いた物質は遺伝子の実体ではないと判断できる。まず最初にS型菌の細胞構造を破壊した。それからタンパク質分解酵素で処理し、タンパク質を取り除いてからR型菌に与えた。そのR型菌は形質転換を起こしたので、タンパク質が遺伝子の本体でないことが証明された。続いて、DNA分解酵素処理したものもR型菌に与えられた。この処理の後では、R型菌は形質転換を起こさなかった。これは、DNAが遺伝子の本体であることを示している。
アベリーの発見は、1952年のアルフレッド・ハーシー (Alfred Hershey) とマーサ・チェイス (Martha Chase) の実験（ハーシーとチェイスの実験）に発展した。これらの実験が、ジェームズ・ワトソンとフランシス・クリックによるDNAの二重らせん構造の発見へと導き、現代遺伝学や分子生物学の誕生するきっかけとなった。そのことについてアベリーは彼の弟への手紙で、「シャボン玉をたくさん飛ばすことは楽しいが、誰かがそれを針で突こうと試みる前に君自身が試みる方がより賢い」と書いた。
ノーベル賞受賞者ジョシュア・レダーバーグは、アベリーと彼の研究室は『現代的DNA研究の歴史的土台』と『遺伝学と生物医学研究における分子革命の前兆』を提供したと述べた。
この研究でノーベル賞が期待されたが、ジェームズ・ワトソン、フランシス・クリックに与えられ、受賞の機会は逃している。しかしロックフェラー大学内では受賞に値するのはオズワルドと認められ「Unsang hero（偉業を認められない英雄）」として称えられていた。

## 受賞歴
- 1945年 コプリ・メダル、ジョージ・M・コーバー・メダル
- 1947年 アルバート・ラスカー基礎医学研究賞
- 1949年 パサノ賞

## Biography
- René Dubos, The Professor, the Institute, and DNA: Oswald T. Avery, His Life and Scientific Achievements, 1976, Paul & Company, ISBN 0-87470-022-1

## 論文集
- The collected papers of Avery are stored in two locations: the Tennessee State Library and Archives, and the Rockefeller Archive
- Many of his papers, poems, and hand written lab-notes are available at the National Library of Medicine in the

Oswald T. Avery Collection, the first of their Profiles in Science series.
- His most important paper where he shows that DNA is the substance that makes up the genes is available on line: Avery, Oswald T., Colin M. MacLeod, and Maclyn McCarty. Studies on the Chemical Nature of the Substance Inducing Transformation of Pneumococcal Types. Journal of Experimental Medicine 79, 2 (1 February 1944): 137-158.